# Aqua Appia

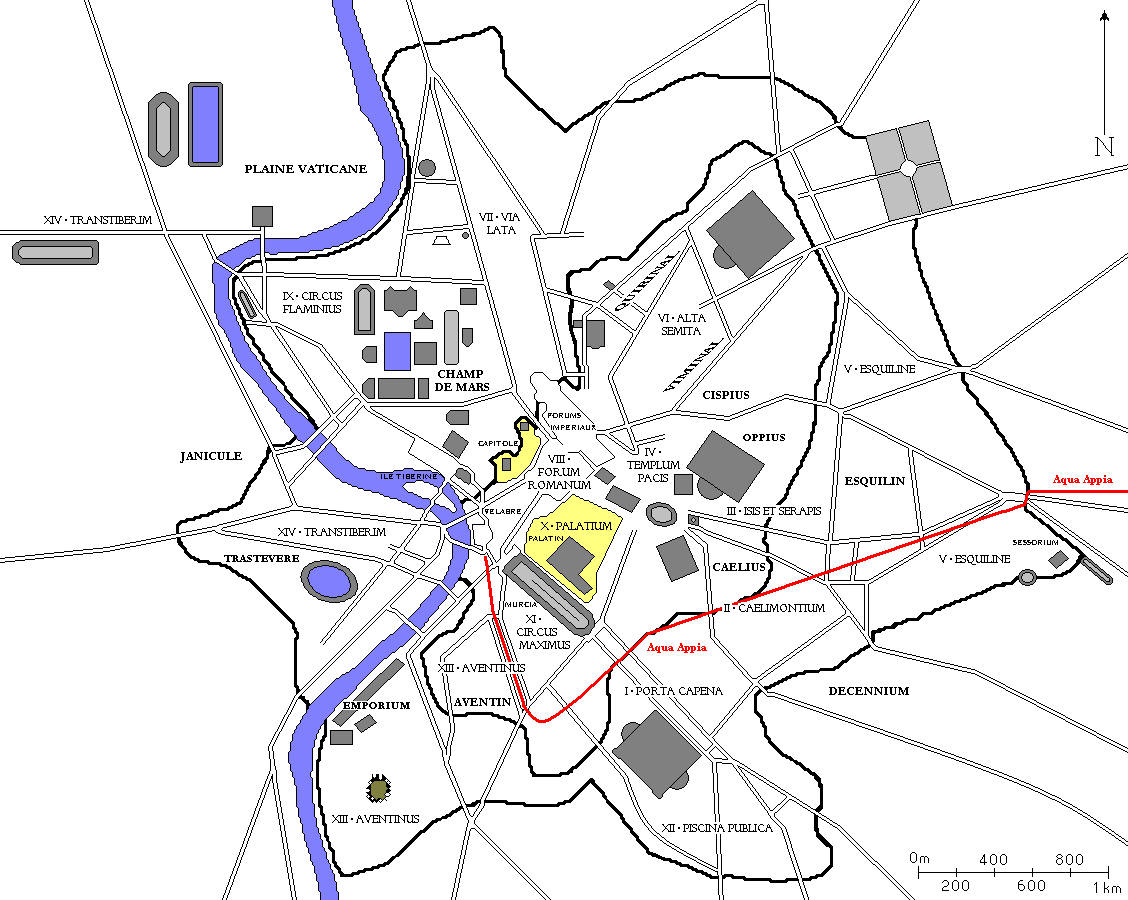
El recorregut a la ciutat (en vermell).

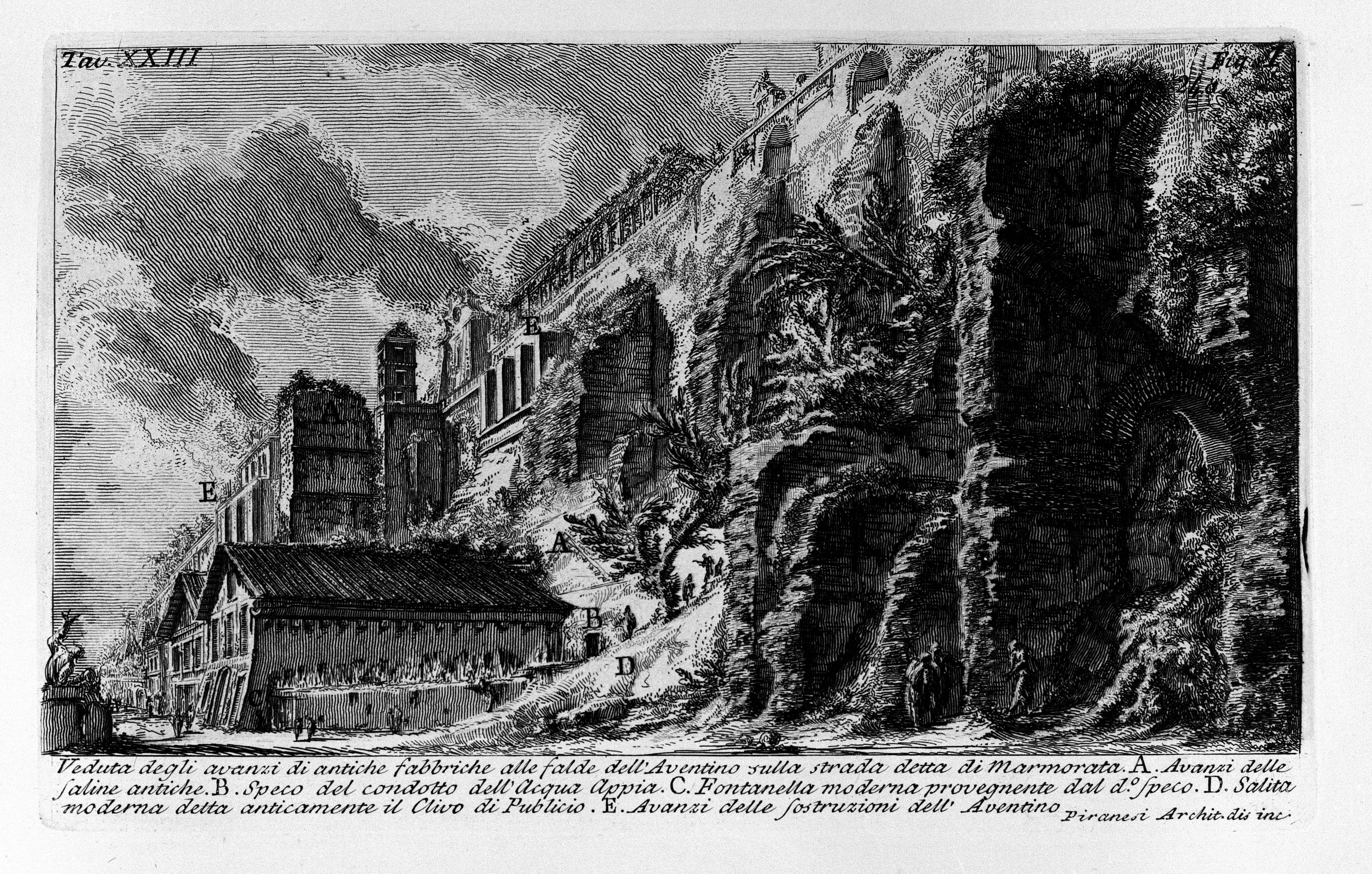
«Vista de les restes d'edificis antics, als peus de l'Aventí en la carretera anomenada Marmorata.» (1756). Gravat de Giovanni Battista Piranesi en Li antichità Romane (1784).
A. Restes d'antigues mines de sal.
B. Sortida de conducte del Acqua Appia.
C. Fontanella provegnente moderna de d.o cova.
D. Costa abans conegut com el Clivus Publicio.
I. Avanzi de les subestructures de la 'Aventino.

L'Aqua Appia va ser el primer aqüeducte de Roma. Va ser construït pels censors Appi Claudi Cec, conegut també per la construcció de la Via Àpia durant la seva censura, i Gai Plauci Venox l'any 312 aC.

## Història
Quan l'aigua del riu Tíber ja estava massa contaminada per al consum humà i les deus i pous més propers ja no donaven proveïment a les necessitats de la població, va caldre plantejar-se com transportar aigua des de més lluny. Segons el comissionat dels aqüeductes de la capital (curator aquarum) Sext Juli Frontí, el censor C. Plaucio va trobar la deu en el agro Lucullano, a 780 passos a l'esquerra de la via Prenestina, encara que no ha estat identificat.
El primer dels nou aqüeductes catalogats per Frontí en la seva obra De aquae ductu Urbis Romae, publicat cap a finals del segle i, fou també el més curt. Amb un cabal de 75 537 metres cúbics cada 24 hores, transcorria 16 445 m, fins a entrar a Roma prop de la Porta Maggiore (Porta Major) (en el lloc designat com ad spem veterem) es dirigia al Celio i Aventino i acabava prop de la porta Trigemina, en el Fòrum Boari Va ser restaurat, juntament amb el Anio Vetus, pel pretor Quintus Marcius Rex in 144‑140 a. C., i per August entre 11 i 4 aC.
Principalment un aqüeducte subterrani, només discorre elevat sobre arcs durant un recorregut d'uns 60 passos prop de la porta Capena (segons algunes fonts, només un 5 % dels 420 a 430 m que formaven els aqüeductes de Roma transcorrien sobre arcs, viaductes o ponts elevats encara que Isabel Rodà, catedràtica d'Arqueologia de la Universitat Autònoma de Barcelona, eleva aquestes xifres a 507 quilòmetres d'aqüeductes, dels quals 434 km eren subterranis, 15 km de superfície i només 59 km (el 12 %) discorria sobre arcades).